# Vincent Otti
Vincent Otti (c. 1946 – 2 de outubro de 2007) foi um militante ugandense que serviu como vice-líder do Exército de Resistência do Senhor, um exército guerrilheiro rebelde que operava principalmente no norte de Uganda e no sul do Sudão. Foi uma das cinco pessoas para quem o Tribunal Penal Internacional (TPI) emitiu os seus primeiros mandados de prisão em 8 de Julho de 2005, no âmbito da sua investigação no Uganda. Os rumores sobre a sua morte começaram a circular em Outubro de 2007 e reforçaram-se em Janeiro de 2008. A partir de 1 de Dezembro de 2022, o TPI considerou as provas da sua morte insuficientes para encerrar o seu caso.

## Juventude
Otti nasceu por volta de 1946 no subcondado de Atiak, no distrito de Gulu, e seus pais morreram quando ele era jovem. Trabalhou como lojista em Kampala quando se juntou ao Exército de Resistência do Senhor (Lord's Resistance Army, LRA) em 1987.

## Afiliação com o Exército de Resistência do Senhor
Vincent Otti juntou-se ao Exército de Resistência do Senhor quando este foi fundado em 1987. Ascendeu ao posto de tenente-general e tornou-se vice-presidente, o segundo em comando depois de Joseph Kony. Ele teria sido membro do "Altar de Controle", o principal grupo de liderança que elabora a estratégia da organização.
Em 1994, o Exército de Resistência do Senhor atacou Atiak, cidade natal de Otti, matando mais de 200 pessoas. Os irmãos de Otti teriam fugido da aldeia depois que a família foi acusada de criar um "assassino". Ele teria liderado o massacre de Barlonyo em fevereiro de 2004, durante o qual mais de 300 moradores foram baleados, esquartejados e queimados até a morte.
Durante as conversações de paz de Juba, iniciadas em Julho de 2006, Otti emergiu como principal porta-voz da organização. De acordo com o desertor do Exército de Resistência do Senhor, Sunday Otto, Otti também foi o principal defensor da adesão do LRA às negociações de paz. O esforço de Otti para negociar o fim do conflito levou à tensão com Kony e a uma cisão crescente na organização.

## Indiciamento pelo TPI
Em 8 de julho de 2005, uma Câmara de Pré-Julgamento do Tribunal Penal Internacional concluiu que havia motivos razoáveis para acreditar que Otti teria cometido crimes de guerra e crimes contra a humanidade, e emitiu um mandado selado para a sua prisão. Ele foi indiciado com 21 acusações de crimes de guerra (incluindo assassinato, pilhagem, indução de estupro, alistamento forçado de crianças, direcionar intencionalmente um ataque contra uma população civil e tratamento cruel de civis) e 11 acusações de crimes contra a humanidade (incluindo assassinato, escravidão sexual e atos desumanos de inflição de lesões corporais graves e sofrimento).